# Caradrina pulvis
Caradrina pulvis är en fjärilsart som beskrevs av Charles Boursin 1939. Caradrina pulvis ingår i släktet Caradrina och familjen nattflyn. Inga underarter finns listade i Catalogue of Life.